# Gas d'altoforno
Il gas d'altoforno è una miscela di gas che si ottiene come sottoprodotto della ghisa in altoforno.
La sua composizione media è: 60% N2, 24% CO, 12% CO2, 4% H2 e ceneri.
Nella parte bassa dell'altoforno viene insufflata aria arricchita di ossigeno preriscaldata a circa 1000 °C. Questa arriva in contatto con il coke che si incendia con produzione di CO e CO2 secondo l'equilibrio di Boudouard. Il gas risale l'altoforno riducendo l'ossido di ferro a ferro metallico, ma non tutto il CO viene ossidato a CO2.
I gas che escono dal forno (gas d'altoforno) sono ancora ricchi di CO e quindi possono essere impiegati come combustibili, dopo la separazione delle ceneri.